# Guerra de los Diez Días
La guerra de los Diez Días, conocida como guerra de Eslovenia o guerra de independencia eslovena (esloveno: Slovenska osamosvojitvena vojna) fue un conflicto armado entre el gobierno de la separatista República Socialista de Eslovenia y el gobierno central de la República Federativa Socialista de Yugoslavia sucedido en 1991, tras la declaración unilateral de independencia eslovena el 25 de junio de 1991. Eslovenia planteó la guerra de independencia inmediatamente después de que se autoproclamase su independencia de Yugoslavia, y forma parte del conflicto más amplio denominado guerras yugoslavas.
La guerra fue breve debido a que el Ejército Popular Yugoslavo (JNA, dominado por los serbo-montenegrinos, aunque aún constituido por todas las nacionalidades de Yugoslavia) no quiso malgastar recursos en esta campaña, ya que se estaba preparando para la Guerra de secesión de Croacia, donde la mayoría serbo-montenegrina en Yugoslavia sí tenía reivindicaciones territoriales; a diferencia de Eslovenia, que era considerada "étnicamente homogénea" y, por lo tanto, sin interés para los yugoslavos.

## Antecedentes

### Papel unificador del ejército

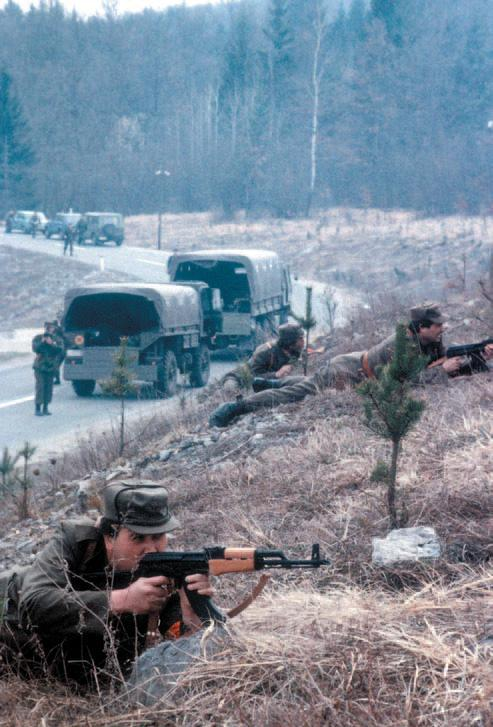
Fuerza de Defensa Territorial de Eslovenia realizando ejercicios militares en marzo de 1991.

A partir de los años 1970, la cuestión nacionalista en los distintos estados que componían la República Federal de Yugoslavia obligó a intervenir en cuestiones domésticas al ejército, como en la Primavera croata de 1971. A finales de los años 1980, coincidiendo con el Colapso económico de la Unión Soviética y las revoluciones de 1989 el problema nacionalista se acentuó.

### Sistema militar de Yugoslavia
Con la aprobación de la Ley de Defensa Nacional de 1969, Yugoslavia adoptó una doctrina militar sobre la base de una posible guerra total llamada de Defensa Nacional Total o Defensa Total del Pueblo, inspirada por la Guerra de Liberación de Yugoslavia durante la Segunda Guerra Mundial. Según esto, cualquier ciudadano que se resiste a un agresor es un miembro de las fuerzas armadas, por lo que toda la población podría convertirse en un monolítico ejército de resistencia.
Empezando desde la escuela primaria, pasando por escuelas secundarias, universidades, organizaciones y empresas, las autoridades prepararon a toda la población para responder ante una eventual ocupación del país. Para ello, las Fuerzas de Defensa Territorial (TO) se formaron para movilizar a la población en caso de una agresión. La preparación para el combate de la TO significaba que se podían omitir los pasos de organización y preparación tras el inicio de las hostilidades. La TO complementaba al Ejército Popular Yugoslavo (JNA), ofreciéndole mayor profundidad defensiva y una población local armada dispuesta a apoyar con acciones de guerrilla. El gran número de civiles armados aumentaría el costo de una invasión a un potencial agresor.
- Fuerzas de Defensa Territorial (TO): Eran una parte separada de las Fuerzas Armadas de la República Federal Socialista de Yugoslavia. Actuaban como una Guardia Nacional, siendo una fuerza de reserva o paramilitar oficial del gobierno. Su organización fue altamente descentralizada y así las unidades de la TO fueron organizadas y financiadas por los gobiernos de las repúblicas: Bosnia y Herzegovina, Croacia, Macedonia,  Montenegro, Serbia y Eslovenia, así como por cada una de sus subunidades, Vojvodina y Kosovo.

La TO se componía de pequeñas unidades de Infantería ligeramente armadas, que efectuarían acciones defensivas sobre un terreno local familiar. Más de 2000 municipios, fábricas y otras empresas organizaron compañías, que al luchar en sus lugares de origen, las mantendrían abastecidas de aquello que necesitaran. Por ello, a lo largo del país había depósitos de arma que debía emplear la TO en caso de guerra. Se incluía algunas unidades más grandes, batallones y regimientos que dotaban las áreas regionales con artillería, cañones antiaéreos y algunos vehículos blindados. Usando su movilidad e iniciativa táctica, estas unidades intentarían aliviar la presión de las columnas de tanques enemigos y ataques aéreos sobre pequeñas unidades de la TO. La TO se nutría de ciudadanos-soldados que habían completado su período de servicio militar obligatorio.
- Ejército Popular Yugoslavo (JNA): Considerado el tercer ejército más fuerte de Europa, el JNA estaba organizado en cuatro regiones militares. Las regiones estaban divididas en distritos, que eran responsables de las tareas administrativas. Las regiones eran: Belgrado (responsable del este de Croacia, Serbia y Bosnia y Herzegovina), Zagreb (norte de Croacia y Eslovenia), Skopie (República de Macedonia, sur de Serbia y Montenegro), y la Región Naval de Split. De los 180 000 soldados del JNA, más de 90 000 eran reclutas.

### Proyectos nacionalistas

La creación del proyecto de la Gran Serbia dentro de Yugoslavia socialista fue uno de los motivos del estallido de la guerra.

Con la llegada al poder de Slobodan Milošević se llevó a cabo un rígido control de los medios de comunicación, con el objetivo de propagar las tesis nacionalistas de la Gran Serbia, así como la necesidad de reajustes en Yugoslavia. Estas actuaciones fueron seguidas de la denominada “Revolución anti-burocrática”, a través de la cual, con el derrocamiento de los gobiernos autonómicos de Kosovo y Voivodina, y el del gobierno de la República de Montenegro, Milošević acumuló una posición dominante para acceder a la presidencia colectiva de Yugoslavia. El 28 de junio de 1989, se presentó ante aproximadamente un millón de serbios en el 600 aniversario y en el lugar de la batalla de Kosovo, en las inmediaciones de Kosovo Polje, donde pronunció el famoso discurso de Gazimestan, en una exaltación de los ideales serbios, arengando a las masas en recuerdo de la batalla y apelando a la unidad de los serbios para los momentos difíciles que preveía. Según algunas conclusiones,[cita requerida] la posterior manipulación del mensaje de este discurso trajo funestas consecuencias para posteriores sucesos en la región.
Más adelante, en 1990, diversas elecciones pusieron en el poder a partidos opuestos al movimiento pan-serbio en Croacia y Eslovenia.
En Serbia en ese momento varios partidos de oposición pedían abiertamente la creación de la Gran Serbia, rechazando los límites fronterizos de las Repúblicas vecinas como creación artificial de los partisanos de Tito. Justo antes del inicio del conflicto en los Balcanes, con el poder desapareciendo de las manos del gobierno federal de camino a las de las repúblicas, se llegó a un punto muerto en el que tanto los eslovenos como los croatas buscaban una confederación y los serbios reforzar la federación. En todo caso, también se ha apuntado la amenaza implícita que suponía que si Yugoslavia se rompía, Milošević tomara la bandera de los partidos que ya le apoyaban y buscase el nacimiento de esa nueva Gran Serbia.

## Preparación para la guerra

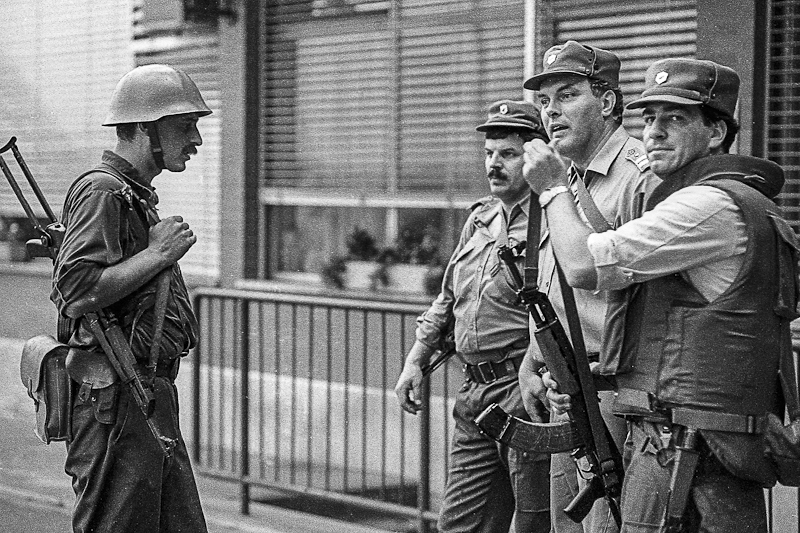
Un soldado del ejército popular yugoslavo pide a tres milicianos eslovenos que se retiren de Vrtojba un paso fronterizo entre Yugoslavia e Italia. Actualmente Vrtojba se encuentra en territorio esloveno.

El 23 de diciembre de 1990, la región yugoslava de Eslovenia celebró un referéndum en el que obtuvo un 95 % de respaldo la independencia (con un 93.2 % de participación). El gobierno regional esloveno sabía que las autoridades nacionales de Belgrado podían decantarse por el uso de la fuerza para acabar con sus aspiraciones independentistas y, en efecto, inmediatamente después del plebiscito, el Ejército Popular Yugoslavo (JNA) anunció que aplicaría a toda la federación  yugoslava una nueva doctrina de defensa distinta de la de Tito, la cual estipulaba que cada república mantenía su propia fuerza de Defensa Territorial (Teritorialna Obramba o TO). Tito temía un ataque de la URSS y prentendia afrontarlo con una guerra de guerrillas, para ello había depósitos de armas en fábricas y edificios públicos que eran administrados por las repúblicas y hubieran posibilitado movilizar a los reservistas para armar esas guerrillas que harían frente al invasor. Hay que recordar que la guerrilla yugoslava hizo frente al ejército alemán en la Segunda Guerra Mundial.
Según la nueva doctrina ya no se temía un ataque exterior y la TO sería en adelante sustituida por un sistema de defensa centralizado. Esto supondría que las repúblicas perderían sus capacidades autónomas de defensa, y sus fuerzas de defensa territorial serían desarmadas y todo el ejército quedaría subordinado al cuartel general del JNA, en Belgrado.
El gobierno regional esloveno se opuso a esas pretensiones, asegurándose de que en adelante la mayor parte del equipamiento de su TO no cayera en manos del JNA. Tras el referéndum de independencia y mediante un decreto regional promulgado el 28 de septiembre de 1990, se establecía el mando único directo de su TO, creando paralelamente y en secreto una estructura de mando alternativa y oficiosa, denominada "Estructura de Maniobra de Protección Nacional" (en esloveno: Manevrska Struktura Narodne Zaščite, o MSNZ). Así, el gobierno esloveno se garantizaba una estructura de mando paralelo para su propia TO y, cuando los tribunales yugoslavos declararon ilegal el decreto esloveno, la estructura de mando fue "de facto" reemplazada por la paralela MSNZ. Se estima que entre mayo y octubre de 1990 unos 21 000 miembros de la policía y de la TO eslovena fueron movilizados por la MSNZ, fuera del control de las autoridades nacionales yugoslavas.
Los eslovenos eran conscientes de que no podrían mantener una confrontación prolongada con el JNA, de manera que adoptaron una estrategia orientada a la guerra asimétrica. Esto encajaba como un guante con el armamento y entrenamiento de las fuerzas territoriales. Las unidades de Defensa Territorial desarrollarían una campaña de guerrilla, valiéndose de sistemas antitanque y de misiles tierra-aire para emboscar a las unidades del JNA, aprovechando su conocimiento del terreno y el apoyo masivo de la población civil. Las columnas de tanques del ejército federal yugoslavo, por ejemplo, podían ser fácilmente paralizadas en los valles eslovenos, terreno favorable para las emboscadas. Con tal fin, el Gobierno esloveno dotó a sus fuerzas armadas de avanzados sistemas de armas, como los sistemas antitanque Armbrust o los misiles tierra-aire SA-7. Unos estaban disponibles en los arsenales y otros provenían del extranjero, lo que creó una discusión interna en la OTAN y UE acerca de cómo habían llegado las armas occidentales. Durante los meses previos a declarar su independencia Eslovenia se había suministrado de equipos militares provenientes del extranjero: fusiles SAR-80, cascos y chalecos antibalas israelíes, lanzagranadas antitanque alemanes, etc.. Los mandos eslovenos empezaron a planificar la defensa ya en noviembre de 1990, antes del referéndum.
Años después se supo que en enero de 1991 los presidentes de Serbia y Eslovenia firmaron un pacto secreto. Eslovenia obtendría su independencia a cambio de apoyar la creación de la Gran Serbia. En paralelo, el presidente de Eslovenia logró que a cambio de su apoyo futuro al proceso de independencia croata el presidente de Croacia aprobara el traspaso de equipo militar controlado por Croacia a Eslovenia. Esto debilitaría a Croacia durante su guerra con Serbia meses después, lo cual fue aprovechado por el Gobierno de Eslovenia para venderle armas a Croacia a pesar del embargo internacional y obteniendo grandes beneficios que fueron a parar a los bolsillos de los miembros del Gobierno.

## El conflicto

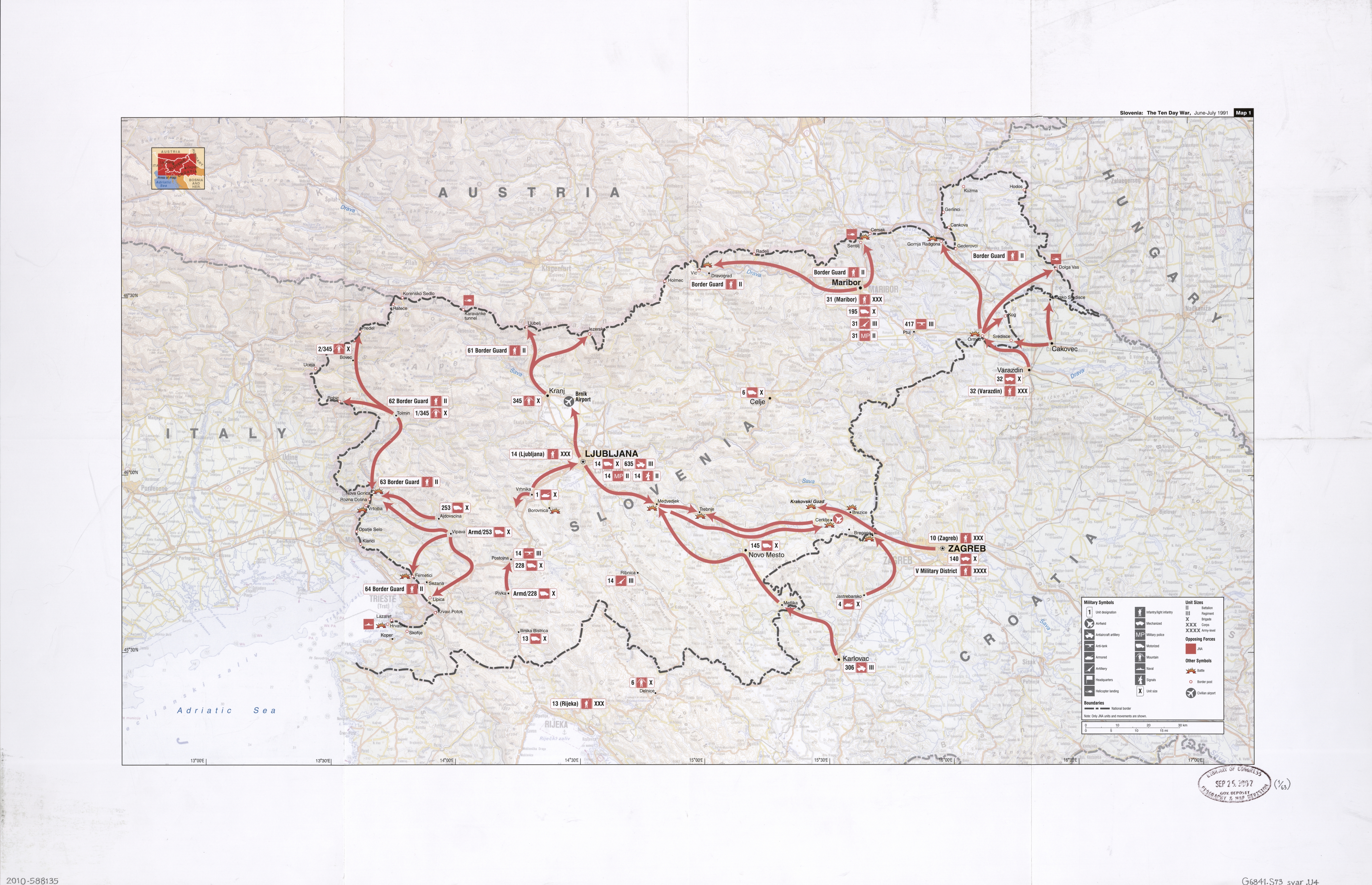
Mapa de operaciones del JNA en la Guerra de los Diez Días, según los archivos de la inteligencia estadounidense.

Eslovenia se declaró independiente el 25 de junio de 1991, aun cuando previamente había anunciado que lo haría el día 26. Este adelanto fue una acción estratégica para tener una cierta ventaja ante la expectativa de una confrontación inevitable con el Gobierno nacional, la cual habría de comenzar en cuanto se declarase la independencia. Adelantando en 24 horas la declaración por sorpresa, el gobierno esloveno trastocaba la respuesta del gobierno nacional de Belgrado, preparada para el 26 de junio.
Aunque la cúpula del JNA estaba de acuerdo en el uso de la fuerza para afrontar las pretensiones independentistas eslovenas, discrepaban en la manera de hacerlo. Mientras que el comandante en jefe del JNA, el general Blagoje Adžić, abogaba por una operación a gran escala dirigida a disolver el gobierno esloveno y sustituirlo por un gobierno militar yugoslavo, su superior político, Veljko Kadijević, proponía una aproximación más cautelosa que no hiciera elevar la tensión, abogando por una mera demostración de fuerza que persuadiese al gobierno esloveno de desistir de sus pretensiones independentistas. Este debate interno dentro del JNA se decantó por la postura de Kadijević.
Ahora bien, nunca ha quedado claro hasta qué punto el JNA decidió actuar al margen del resto de las autoridades civiles de Yugoslavia. El propio presidente de turno de la Comisión Ejecutiva Federal de la presidencia yugoslava, el croata Ante Markovic, declaró posteriormente que el JNA no había informado al gobierno de la decisión de actuar. El JNA llevaba un par de años reforzándose comprando armamento a la URSS, que se unía al fabricado bajo licencia como era costumbre. La necesidad de ese armamento no está clara a no ser que se previera un conflicto interno.

### Día 1, 26 de junio

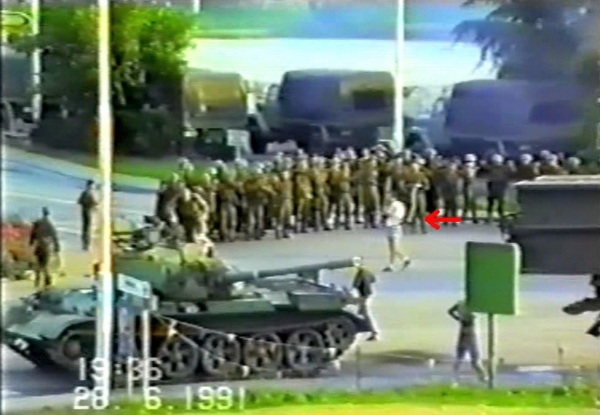
Tanque yugoslavo en Eslovenia, el día 26 al inicio de la guerra.

Durante las primeras horas del 26 de junio de 1991, unidades del 13.º Cuerpo del JNA salen de su acuartelamiento en Rijeka (Croacia) para dirigirse a los puestos fronterizos de Eslovenia con Italia. Este movimiento provoca la inmediata reacción de la población eslovena, que colabora levantando barricadas y mostrando su rechazo a la demostración de fuerza del JNA. En estos primeros momentos del conflicto, ambos bandos parecen seguir una política tácita de no ser los primeros en abrir fuego. Los periodistas internacionales cubren el conflicto expectantes y la tensión es evidente.
Al mismo tiempo, el gobierno esloveno había puesto en marcha su plan para tomar el control efectivo de la pequeña y nueva república, empezando por los abundantes puestos fronterizos y el Aeropuerto Internacional de Brnik, en las inmediaciones de Liubliana, la capital del país. La mayoría del personal de los puestos fronterizos eran eslovenos leales a su gobierno, de manera que estas acciones pudieron desarrollarse pacíficamente, simplemente cambiando los uniformes y la bandera. El control de los pasos fronterizos con Italia y Austria suponía en la práctica que hasta el 40% del intercambio comercial de entrada en Yugoslavia quedaba virtualmente en manos del gobierno independentista esloveno. Además, ante la expectativa de un ataque del JNA, la maniobra eslovena se había asegurado sin combatir unas excelentes posiciones defensivas: si quería recuperar los pasos fronterizos, el JNA se veía obligado a abrir las hostilidades, lo que permitiría a los eslovenos presentar el casus belli como una agresión de los militares yugoslavos.

### Día 2, 27 de junio
En las primeras horas de este segundo día del conflicto se producen sucesivas maniobras de despliegue del JNA: una unidad del 306.º Regimiento Antiaéreo, con base en la localidad croata de Karlovac, entra en Eslovenia vía Metlika; horas después, una columna de tanques y transportes de tropas armados de la 1.ª Brigada Acorazada del JNA sale de su acuartelamiento en Vrhnika, cerca de Liubliana, dirigiéndose hacia el aeropuerto internacional de Brnik, que sería retomado por las fuerzas yugoslavas horas después. Al este, unidades del JNA salían de Maribor, llegando al puesto fronterizo de Šentilj y alcanzando la ciudad fronteriza de Dravograd, al oeste, poco después. Mientras, las fuerzas aéreas yugoslavas lanzaban octavillas en varias zonas de Eslovenia con el contradictorio mensaje de: "¡Os llamamos a la paz y una cooperación amistosa!" y  "¡Toda resistencia será aplastada!".
Al mismo tiempo, el gobierno esloveno seguía atentamente los movimientos del JNA, y, en contacto telefónico directo, el líder del V Distrito Militar, que incluía a Eslovenia, comunicaba al presidente esloveno, Milan Kučan, que la operación se limitaba a retomar el aeropuerto y el control de los puestos fronterizos. Inmediatamente, una reunión de emergencia de la presidencia eslovena desembocaba en la decisión unánime del gobierno esloveno de oponer resistencia armada a cualquier avance del JNA.
El gobierno esloveno recibió información de que el JNA usaría sus helicópteros para trasladar fuerzas especiales a puntos estratégicos de la República, por lo que se advirtió al mando del V Distrito Militar, con sede en Zagreb, que los helicópteros serían derribados si seguían siendo utilizados. La advertencia fue desoída por los mandos del JNA, que seguían creyendo que los eslovenos se rendirían sin oponer resistencia. Como resultado de este error de cálculo, al atardecer del 27 de junio la defensa territorial eslovena derribaba sendos helicópteros del JNA sobre Liubliana, matando a todos sus ocupantes, uno de los cuales era un piloto esloveno.
La defensa territorial eslovena tomó posiciones en torno a las instalaciones y depósitos de armas del JNA en diferentes puntos de Eslovenia, cercándolos en la práctica y lanzando una serie de ataques contra las fuerzas armadas yugoslavas a lo largo de todo el territorio. En el aeropuerto internacional de Brnik, una unidad de la defensa territorial atacaba a las fuerzas que habían ocupado la instalación. En Trzin, un tiroteo terminaba con cuatro fallecidos entre las filas del ejército yugoslavo frente a una en el bando esloveno, y con la rendición del resto de la guarnición del JNA. Asimismo, la TO eslovena atacaba columnas de tanques en Pesnica, Ormož y Koseze, cerca de Ilirska Bistrica. Una columna de la 32.ª brigada mecanizada del JNA, procedente de Varaždin (Croacia) fue bloqueada en Ormoz y se mostró incapaz de superar por su cuenta las barricadas eslovenas.
A pesar de la confusión de las primeras horas de combate, el JNA había cumplido la mayor parte de sus objetivos militares, y a medianoche del día 27, había capturado ya todos los puestos fronterizos con Italia, todos los pasos con Austria salvo tres, y buena parte de los nuevos puestos fronterizos establecidos en los límites con Croacia. No obstante, una parte importante de sus fuerzas estaban en una posición vulnerable a lo largo de toda Eslovenia. Además, el JNA estaba integrado por reclutas, reacios a disparar a civiles y con la moral baja.

### Día 3, 28 de junio
Durante la noche del 27 al 28 de junio las fuerzas de la defensa territorial eslovena recibieron la orden de desencadenar una ofensiva general contra el JNA. Las órdenes del ministro esloveno de defensa fueron las siguientes:
En todos los lugares de la RS [República de Eslovenia] donde las fuerzas armadas tengan ventaja táctica serán llevadas a cabo acciones ofensivas contra unidades e instalaciones del enemigo. El enemigo será conminado a rendirse, de la manera más oportuna serán adoptadas las medidas necesarias para facilitar la rendición, haciendo uso de todo el armamento disponible. Durante las operaciones, se dispondrá lo necesario para la protección y evacuación de la población civil.
A lo largo de toda la jornada se sucedieron los combates. La columna de tanques que había sido atacada el día anterior en Pesnica fue bloqueada mediante barricadas espontáneas de los eslovenos compuestas por camiones en Strihovec, unos pocos kilómetros al sur de la frontera con Austria, y atacada por unidades de la policía y TO eslovena. Sendos ataques aéreos organizados para apoyar a la columna yugoslava emboscada en Strihovec acababan con la vida de cuatro camioneros. En Medvedjek, Eslovenia central, otra unidad de tanques del JNA fue bloqueada por barricadas de camiones, y la respuesta aérea mató a otros seis camioneros. Fuertes combates se desencadenaron también en la ciudad fronteriza de Nova Gorica, a escasos metros de la ciudad italiana de Gorizia, donde fuerzas especiales eslovenas destruyeron tres tanques T-55 del JNA y capturaron otros tres, cayendo cuatro soldados del JNA y rindiéndose cerca de 100.
Otros pasos fronterizos que habían sido retomados por el JNA, como el de Holmec, cayeron durante el día en manos eslovenas. En Holmec el intercambio de fuego acabó con la vida de dos combatientes de la TO eslovena y tres yugoslavos, así como con la rendición del resto de la unidad del JNA, 91 soldados. El acuartelamiento del JNA en Bukovje, cerca de Dravograd, fue asaltado por las fuerzas eslovenas, mientras el depósito de armas de Borovnica caía a su vez en manos eslovenas, aumentando significativamente el suministro de armas para su defensa territorial.
La fuerza aérea yugoslava actuó a lo largo de todo el territorio esloveno durante toda la jornada, pero se dejó ver especialmente en los combates en torno al aeropuerto internacional de Brnik, donde los ataques mataban a dos periodistas austriacos y herían de gravedad a cuatro pilotos de Adria Airways. Asimismo, se atacaba desde el aire el cuartel general esloveno en  Kočevska Reka y se lanzaban otros ataques menores contra repetidores de radio y televisión en Krim, Kum, Nanos y Trdinov vrh, tratando de silenciar la voz del gobierno esloveno.
Al finalizar esta jornada de combates, el ejército federal mantenía la mayoría de posiciones retomadas anteriormente, pero había comenzado a perder terreno rápidamente. Estaba empezando también a tener problemas con las deserciones masivas de los eslovenos adscritos al JNA, que sencillamente abandonaban las filas o se pasaban al enemigo. En este punto, tanto las tropas en el terreno como el mando central de Belgrado parecía vacilar, sin acertar cuál había de ser el siguiente paso.

### Día 4, 29 de junio

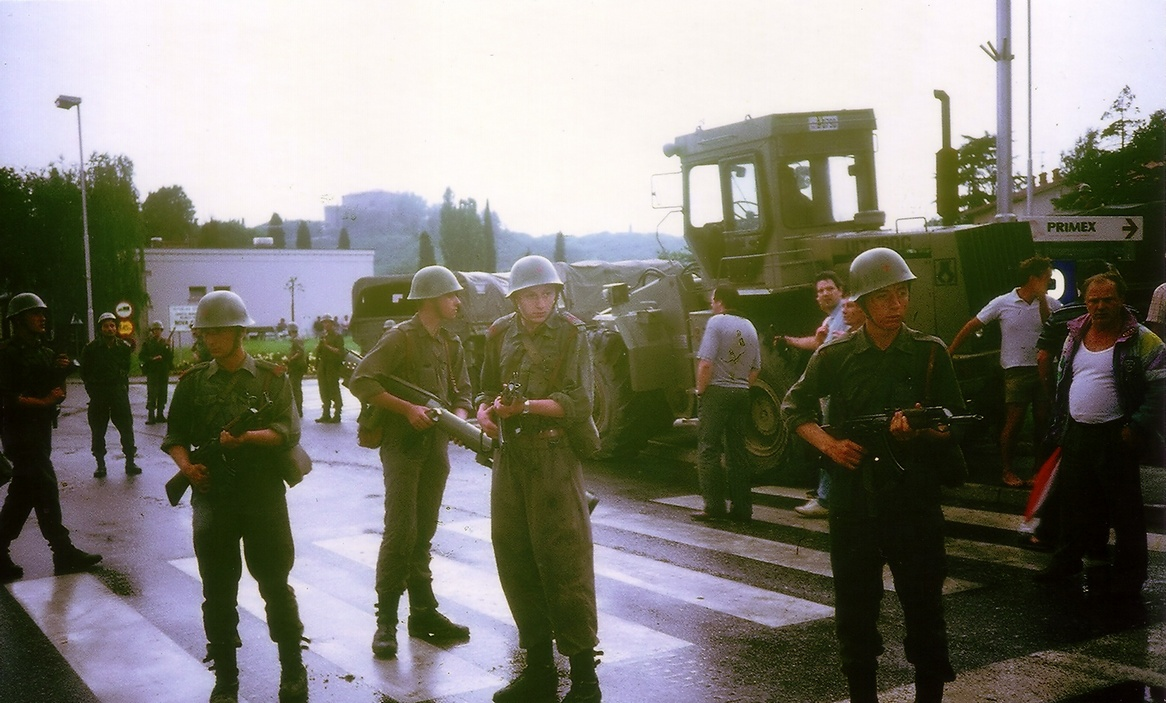
Soldados del ejército popular yugoslavo (JNA) estacionados en Nova Gorica (Eslovenia).

El despuntar de los combates intensifica a su vez la búsqueda de una salida diplomática impulsada por la Unión Europea; no en vano, los combates se habían producido especialmente en zonas fronterizas con Austria e Italia, como en Nova Gorica, ciudad eslovena que literalmente forma un continuo urbano con la ciudad italiana de Gorizia. En este punto, una troica de ministros de asuntos exteriores de la Comunidad Europea se reúne con representantes yugoslavos y eslovenos en Zagreb durante la noche del 28 al 29 de junio, acordando un alto el fuego que no llegará a respetarse.
Durante la mañana del día 29 se encadenan una serie de victorias militares del bando esloveno: las tropas yugoslavas en el aeropuerto internacional de Brnik se rinden a las fuerzas eslovenas, que habían penetrado en las instalaciones a lo largo de la noche; al norte, varios tanques del JNA son capturados en Stihovec e inmediatamente reconvertidos en una compañía acorazada de la TO eslovena; fuerzas especiales yugoslavas, tratando de desembarcar en las inmediaciones de Hrvatini, son rechazadas por los eslovenos emboscados. El JNA pierde los pasos fronterizos de Vrtojba y Šentilj, y como viene sucediendo a lo largo de la jornada, su arsenal capturado no sirve para otra cosa que para potenciar las fuerzas armadas eslovenas.
El ejército yugoslavo envía un ultimátum a las autoridades eslovenas para que cesen el fuego a las nueve horas del día 30, ultimátum que la asamblea eslovena rechaza, llamando a una solución dialogada que no obvie la demanda independentista.

### Día 5, 30 de junio
Diversas escaramuzas se suceden a lo largo de este último día de junio de 1991: las fuerzas eslovenas capturan el estratégico túnel de Karavanke, que atraviesa los Alpes en dirección a Austria; nueve tanques yugoslavos son capturados en Nova Gorica, así como toda la guarnición del JNA en Dravograd: 16 oficiales y 400 soldados rasos. La rendición de estas y otras guarniciones, como las de Tolmin y Bovec, permite que todo el equipo militar capturado sea rápidamente redistribuido entre las fuerzas eslovenas.

### Día 6, 1 de julio

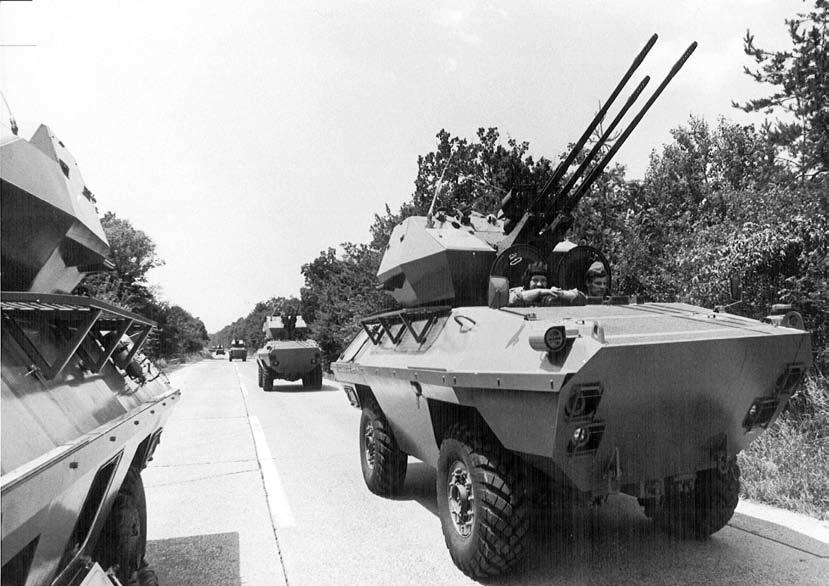
Tropas yugoslavas, en julio.

Tienen lugar más escaramuzas con fuerzas eslovenas que capturan una instalación del JNA en Novi Vas, al sur de Liubliana. El polvorín de municiones del JNA en Črni Vrh se incendia y queda destruido en una explosión masiva, destruyendo buena parte de la localidad. Asimismo, los eslovenos capturan sendos almacenes en Pečovnik, Bukovžlak y Zaloška Gorica, apresando unos 70 camiones de munición y explosivos.
La columna del 306.º regimiento de artillería ligera antiaérea del JNA se retiró de su posición en Medvedjek y se dirigió al bosque de Krakovski (Krakovski gozd) cerca de la frontera croata. Quedó bloqueada cerca de la ciudad de Krško y rodeada por fuerzas eslovenas, pero se niega a rendirse, probablemente esperando refuerzos.
Mientras tanto, el mando del JNA buscaba permiso para cambiar el ritmo de sus operaciones. El Ministro de Defensa Veljko Kadijević informaba al gabinete yugoslavo que el plan inicial del JNA —una operación limitada para asegurar los pasos fronterizos de Eslovenia— había fracasado, y que era el momento de poner en marcha el plan alternativo: una invasión a gran escala y la imposición de un régimen militar en Eslovenia. Sin embargo, el gabinete federal —encabezado en aquel momento por el serbio Borislav Jović— rechaza autorizar tamaña operación. El jefe de personal del JNA, General Blagoje Adzic, estaba furioso y públicamente denunciaba a "los órganos federales [que] continuamente nos dificultan pidiendo negociaciones, mientras [los eslovenos] nos están atacando con todo los medios".

### Día 7, 2 de julio
Los combates más fuertes del conflicto tuvieron lugar durante el 2 de julio, que fue un día desastroso para el JNA. La columna de tanques del JNA refugiada en el bosque Krakovski era atacada de forma sostenida por unidades de la TO eslovena, forzándola a rendirse. Unidades del 4.º Cuerpo Blindado del JNA intentaban llegar desde Jastrebarsko en Croacia, pero eran vencidas cerca de la ciudad fronteriza de Bregana. Las unidades de TO eslovenas organizan exitosos ataques contra los pasos de frontera en Šentilj, Gornja Radgona, Fernetiči y Gorjansko, capturándolos y obligando a rendirse a las tropas del JNA. Una larga negociación entre el JNA y la defensa territorial eslovena tiene lugar durante la tarde y la noche en Dravograd, mientras las instalaciones del JNA a lo largo de la RS siguen cayendo en manos eslovenas.
A las nueve de la noche, la Presidencia eslovena anunciaba un alto el fuego unilateral. Sin embargo, era rechazado por el mando del JNA, que prometía "retomar el control" y aplastar la resistencia eslovena.

### Día 8, 3 de julio

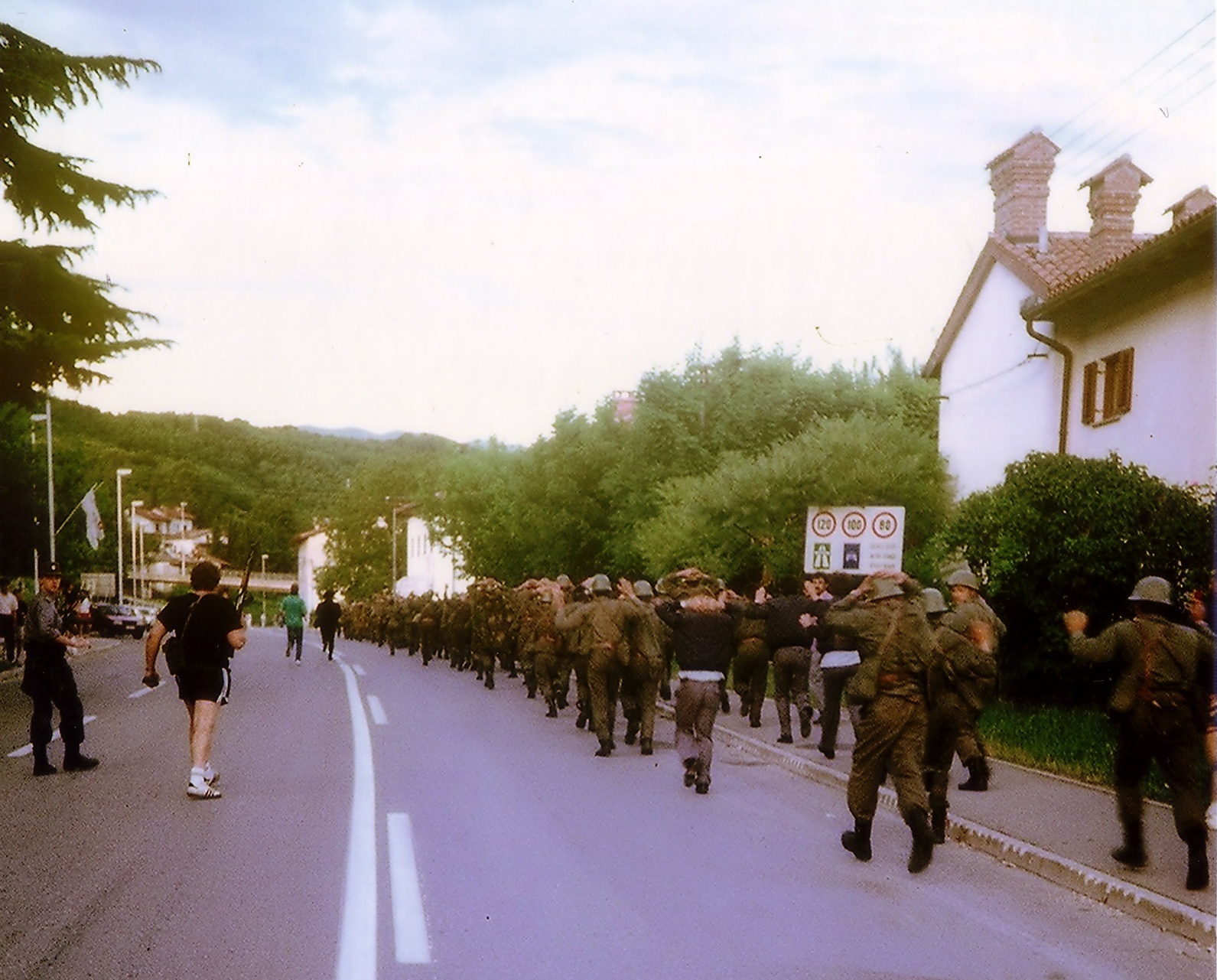
Columna de prisioneros yugoslavos escoltados por fuerzas eslovenas tras rendirse.

Un gran convoy blindado del JNA salía desde Belgrado a primera hora del 3 de julio, aparentemente en dirección a Eslovenia. Pero lo cierto es que nunca llegaría; según el oficial al cargo, fue a causa de averías mecánicas. No obstante, los observadores han sugerido que la razón real para este movimiento de tropas era posicionar el JNA para su ataque inminente a la región croata oriental de Eslavonia.
Las luchas continúan en Eslovenia, con una fuerza de relevo del JNA que se dirige al paso fronterizo de Gornja Radgona deteniéndose cerca de Radenci. Las fuerzas del JNA en el paso fronterizo de Kog, también son atacadas por unidades de la TO. Por la noche, el JNA aceptaba el alto el fuego y procedía a retirarse a sus acuartelamientos.

### Días 9-10, 4-6 de julio
Con el alto el fuego ya en vigor, los dos bandos se retiran. Las fuerzas eslovenas tenían el control efectivo de todos los pasos fronterizos del país, y a las unidades del JNA se les permitía retirarse pacíficamente a los cuarteles y cruzar la frontera hacia Croacia.

### 7 de julio y días posteriores
La Guerra de los Diez Días estaba formalmente acabada con el acuerdo de Brioni, firmado en las croatas Islas Brioni. Los términos eran claramente favorables a Eslovenia; se aceptaba una moratoria de tres meses sobre la independencia eslovena —que en términos prácticos tenía poco impacto real— y la policía eslovena y nuevas fuerzas armadas eslovenas eran reconocidas como soberanas en su territorio.
Se aceptaba que todas las unidades militares yugoslavas saldrían de Eslovenia, fijando con el gobierno yugoslavo un plazo hasta finales de octubre para completar el proceso. El gobierno esloveno insistía en que la retirada tendría que continuar en sus términos; no se permitió al JNA retomar mucho de su armamento pesado y equipamiento, que más tarde fue desplegado localmente o vendido a otras repúblicas yugoslavas. La retirada empezó aproximadamente diez días más tarde y se completaba cerca del 26 de octubre.

## Bajas
A causa de la corta duración y baja intensidad de la guerra, las víctimas fueron pocas. Según estimaciones eslovenas, el JNA sufrió 44 bajas y 146 heridos, mientras que los eslovenos tuvieron 18 fallecidos y 182 heridos. Doce extranjeros murieron en el conflicto, principalmente periodistas y camioneros de Bulgaria que se habían cruzado en la línea de fuego. 4.692 soldados del JNA y 252 policías federales eran capturados por los eslovenos. Según evaluaciones de posguerra del JNA, sus pérdidas materiales equivalían a 31 tanques, 22 transportes blindados de personal, 6 helicópteros, 6787 armas de infantería, 87 piezas de artillería y 124 armas de defensa aéreas estropeadas, destruidas o confiscadas. El daño material era bastante ligero a causa de la corta duración de la guerra.

## Acusaciones de crímenes de guerra

### El incidente Holmec
El paso fronterizo de Holmec fue escenario de un presunto crimen de guerra cometido por fuerzas de la TO eslovena, filmado por la emisora de radiodifusión pública austríaca ORF. Las secuencias de vídeo muestran soldados del JNA que están de pie y caminan lentamente con las manos alzadas, sosteniendo una sábana blanca en un intento aparente de rendirse en grupo. Momentos más tarde, se oyen disparos y los soldados caen al suelo. Ni el origen del fuego ni su efecto exacto resultan claramente visibles en la secuencia de vídeo. Los oficiales eslovenos mantienen que los soldados del JNA saltaron para cubrirse y no fueron tocados, y que la cuestión se había investigado minuciosamente hace años. Sin embargo, el incidente hizo estallar un debate público renovado después de que las secuencias se mostraran en la emisora de televisión serbia B92 en 2006, con muchos afirmando los miembros de la TO asesinaron a los soldados y que los eslovenos estaban intentando tapar el asunto. El destino de los soldados del Ejército Federal Yugoslavo identificados en las imágenes fue seguido, y se informó que todos estaban vivos 15 años después del conflicto.[cita requerida]

## Aspectos estratégicos de la guerra
Las acciones de las fuerzas eslovenas eran, en gran parte, mandadas por una estrategia militar ideada algunos meses antes y estaban estrechamente integradas con un plan de gestión de medios de comunicación igualmente detallado. Un centro de medios de comunicación internacional se estableció antes del brote del conflicto, con Jelko Kacin designado para actuar como ministro de Información e Imagen Pública eslovena. El Gobierno esloveno, con grandes resultados, presentaba el conflicto como un caso de "David contra Goliat", una lucha entre una democracia emergente y un Estado comunista autoritario, y las columnas de tanques yugoslavos inevitablemente traían el recuerdo de las protestas de la Plaza de Tian'anmen de 1989 solo dos años antes. Se ganaba una solidaridad internacional considerable y una cobertura de medios de comunicación favorable a la causa eslovena.
Los eslovenos tenían la ventaja de una moral superior, comparada con sus adversarios en el Ejército yugoslavo. Parece que muchos de los soldados no se daban cuenta de que estaban participando en un enfrentamiento real, más que en un ejercicio, hasta que eran atacados en una operación militar real. El cuerpo de oficiales del Ejército yugoslavo estaba dominado por serbios y montenegrinos, en muchos casos ideológicamente comprometidos con la unión yugoslava, pero los soldados rasos eran reclutas, que no tenían ningún interés en la lucha en Eslovenia. En 1990, de los soldados del 5.º Distrito Militar destinado en Eslovenia, un 30 % eran kosovares (étnicamente albaneses), un 20 % croatas, un 10 % bosnios musulmanes, de un 15 a un 20 % de serbios y montenegrinos y un 8 % eslovenos. La estrategia eslovena dependía de un cierto número de jugadas arriesgadas. Sabían que no podría haber resistido al JNA mucho tiempo si el ejército federal hubiera llevado la acción, pero sus líderes habían desanimado al mando del JNA de arriesgarse a tener muchas víctimas civiles. En el campo diplomático, el Gobierno esloveno había apostado a que la comunidad internacional intervendría para presionar a Yugoslavia a desistir, una suposición en la cual acertaron. Los eslovenos eran también muy conscientes de que el Gobierno serbio de Slobodan Milošević no se preocupaba por la independencia eslovena, dada la ausencia de una minoría serbia significativa en el país. El 30 de junio el ministro de Defensa General Kadijevi sugería un ataque masivo contra Eslovenia a la presidencia federal yugoslava, para descomponer la inesperadamente fuerte resistencia eslovena. Pero el representante serbio, Borisav Jović, impresionó al establecimiento militar declarando que Serbia no apoyaría más acciones militares contra Eslovenia. Serbia estaba en este punto más preocupada por la situación en Croacia. Incluso antes de que la guerra con Eslovenia hubiera acabado, las tropas del JNA ya se estaban recolocando para la inminente Guerra Croata de Independencia.
Según el periodista Hermann Tertsch, que cubrió en primera línea esa guerra:

El débil despliegue militar del ejército federal solo tenía dos razones, la cosmética de cara al exterior, para pretender que Belgrado defendía sus fronteras internacionales. Y la recogida de propiedad de sus bases en Eslovenia, en especial de las fronteras con Austria e Italia. El 25 había sido proclamada la independencia de esta república étnicamente homogénea, sin minoría religiosa ni legado serbio alguno. El 7 de julio, recogidos propiedades y documentos de los cuarteles, el ejército yugoslavo, en realidad ya panserbio, abandonaba una Eslovenia que a Milosevic y a sus generales importaba un carajo".

## Consecuencias de la guerra
La Guerra de los Diez Días tuvo consecuencias importantes para todos sus participantes.
Para Eslovenia, la guerra marcó la ruptura decisiva con Yugoslavia, pues fue oficialmente reconocida por todos los Estados miembros de la Comunidad Europea el 15 de enero de 1992, y se incorporó a las Naciones Unidas el 22 de mayo, junto con otros estados de la ex Yugoslavia. Con Croacia como escudo ante Serbia, el país pudo mantener su independencia y seguir siendo el más estable y próspero de las repúblicas ex yugoslavas, llegando a adherirse a la Unión Europea el 1 de mayo de 2004 y a entrar en el espacio Schengen el 30 de marzo de 2008.
La guerra condujo a una serie de cambios esenciales en el lado yugoslavo. El JNA rápidamente perdió a todo su personal esloveno y croata, convirtiéndose, casi totalmente, en serbio y montenegrino. Su pobre actuación en Eslovenia y más tarde en Croacia desacreditó a Kadijević, quien fue reubicado como ministro de Defensa en enero de 1992, y a Adžić, quien fue forzado a una jubilación médica. La idea de conservar una Yugoslavia unida se abandonó y se reemplazó por la concepción de Milošević, que propugnaba la idea de "todos los serbios en un Estado" (generalmente conocida como la "Gran Serbia").
Aunque Croacia no estuvo directamente implicada en la guerra, su territorio sirvió como base para las incursiones del JNA en Eslovenia. El papel del Gobierno croata resultó controvertido, pues muchos eslovenos consideraban que debería haber intentado por lo menos obstruir el esfuerzo de guerra serbio. Su expresión pública de neutralidad en el conflicto[cita requerida] decepcionó a muchos eslovenos, pues consideraron que se trató de una traición, lo cual dejó un grado de recelo entre los dos países que contribuiría a unas relaciones tensas entre sus gobiernos ya independientes.[cita requerida]